# 五町村 (熊本県)
五町村（ごちょうむら）は、熊本県の北部に位置していた村。

## 地理
- 河川：坪井川

## 歴史
- 1874年 - 以下の町村が成立。
  - 赤水村、河東村、桑鶴村、小桑鶴村、古閑村が合併し和泉村が成立
  - 五町村、上古閑村が合併し貢村が成立
- 1889年4月1日 - 町村制施行により和泉村、貢村、徳王村、釜尾村が合併し発足。
- 1898年8月26日 - 寺迫村、硯川村と新設合併し西里村発足。